# Rahim Gonzales
Rahim „Robby“ Gonzales (* 8. April 1996 in Las Vegas) ist ein US-amerikanischer Boxer.

## Karriere
Rahim Gonzales gewann 2018 und 2019 die US-Meisterschaften im Halbschwergewicht und wurde bei den Weltmeisterschaften 2021 in Belgrad eingesetzt. Dort gewann er gegen Sachin Kumar, Odiljon Aslonow, Omurbek Bekzhigit, Wladimir Mirontschikow sowie Aliaksei Alfiorau und wurde Weltmeister im Halbschwergewicht.
2022 gewann er die Panamerikameisterschaft in Guayaquil, sowie 2023 jeweils die internationalen Turniere Strandja Memorial in Bulgarien und GeeBee in Finnland. Bei den Panamerikanischen Spielen 2023 in Santiago de Chile verlor er in der Vorrunde knapp mit 2:3 gegen Cristian Pinales.
Nachdem er bei den olympischen Qualifikationsturnieren 2024 in Busto Arsizio und Bangkok jeweils vorzeitig ausgeschieden war, nahm er am von World Boxing veranstalteten Weltcup 2025 in Foz do Iguaçu teil, wo er im Viertelfinale ausschied.